# JAC 리파인 A60
JAC 리파인 A60(영어: JAC Refine A60, 중국어: 瑞风A60)은 JAC 자동차에서 2015년부터 2020년까지 생산했던 중형 세단이다.